# Монтеррей
Монтерре́й, устаревшие названия: Монтерей и Монтрей (исп. Monterrey) — столица и крупнейший город северо-восточного штата Нуэво-Леон в Мексике. Монтеррейская агломерация является третьей по величине в Мексике после Мехико и Гвадалахары. Город также известен по прозвищам La sultana del norte («Султан севера») и La ciudad de las montañas («Город гор»).
Монтеррей является главным экономическим, транспортным и культурным центром северной Мексики. В рейтинге глобальных городов GaWC он признан Бета-городом, стоя в одном ряду с Бирмингемом, Женевой или Осакой.

## История

### Колониальная история
До появления белых по территории, где сегодня расположен Монтеррей, кочевали индейцы-коавильтеки, занимавшиеся охотой и собирательством.
В XVI веке долина, в которой расположен Монтеррей, была известна как Долина Эстремадура и была практически не исследована испанскими колонистами. Первые экспедиции и попытку колонизации провёл Альберто дель Канто, назвав новый город Санта-Лусия, но она оказалась безуспешной, поскольку население города подверглось нападению со стороны индейцев и бежало.
Испанский первооткрыватель Луис Карвахал-и-де-ла-Куэва договорился с королём Испании Филиппом II об основании территории в северной части Новой Испании, которая бы называлась Нуэво-Леон, «Новое Королевство Леон». В 1580 году он прибыл в недавно предоставленные земли, но основал поселение только в 1582 году и назвал его Сан-Луис-Рей-де-Франсия, ныне известное как Монтеррей. Нуэво-Леон расширился к западу от порта Тампико до границ Нуэва-Виская (ныне штат Чиуауа) и около 1000 километров на север. Из-за набегов индейцев и нехватки белых поселенцев колония пришла в упадок, и следующие восемь лет Нуэво-Леон был фактически заброшен — до появления третьей экспедиции во главе с Диего де Монтемайором, приведшим сюда 13 семей испанских переселенцев и основавшим 20 сентября 1596 года Город нашей Богоматери Монтеррейской (в честь вице-короля Новой Испании Гаспара де Суньига Асеведо-и-Фонсека, 5-го графа испанского Монтеррея), рядом с водопадом, называвшимся Охос-де-Агуа-де-Санта-Лусия, где сейчас находится Музей мексиканской истории. Любопытно, что первый исследователь региона, Альберто дель Канто, одно время являлся любовником жены Диего де Монтемайора, а затем (после убийства неверной супруги обманутым мужем) женился на его дочери (разумеется, против воли родителя, давшего клятву убить дель Канто).
За годы испанского правления Монтеррей оставался оживлённым, но небольшим городком, население которого колебалось от нескольких десятков до нескольких сотен жителей. Через город проходили торговые пути между Сан-Антонио (в настоящее время находится в Техасе), Тампико и центром страны (через Сальтильо). Порт Тампико принимал товары из Европы, в то время как Солтильо специализировался на торговле со столицей, Мехико. Сан-Антонио был центром торговли с северными иностранными колониями (британскими и французскими).

### В составе независимой Мексики (XIX век)
В XIX веке, после Мексиканской войны за независимость, Монтеррей стал ключевым экономическим центром для недавно образованного государства, особенно ввиду сбалансированных связей с Европой (через Тампико), с Соединенными Штатами Америки (через Сан-Антонио) и со столицей (через Салтильо). В 1824 году «Новое Королевство Леон» стало штатом Нуэво-Леон и Монтеррей был избран столицей.

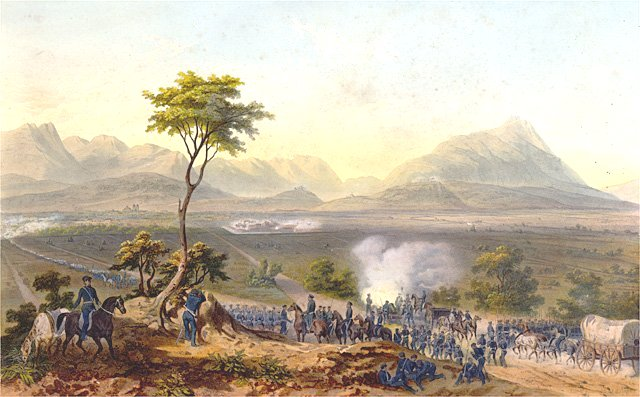
Американские войска наступают на Монтеррей

Однако политическая нестабильность в новой стране, которая продолжалась следующие 50 лет, привела к двум американским вторжениям и гражданской войне, в ходе которой в 1840 году губернатор штата Нуэво-Леон присоединил штаты Коауила и Тамаулипас, провозгласив Монтеррей частью нового независимого государства, Республики Рио Гранде (ликвидирована федеральными войсками спустя несколько месяцев).
В 1846 году в городе произошло первое масштабное сражение Американо-мексиканской войны, известное как Битва при Монтеррее. После успешного отражения сил США в течение первых нескольких наступлений на город мексиканские войска были вынуждены сдаться. Во время битвы обе стороны понесли тяжелые потери, многие из которых стали результатом рукопашного боя у стен города.
Большинство генералов Франко-мексиканской войны были уроженцами города, в том числе Мариано Эскобедо, Хуан Заузау и Джеронимо Тревино.

### Современная история
В течение последнего десятилетия XIX века в Монтеррее была построена сеть железных дорог, что принесло большую пользу всей промышленности в целом. Именно в этот период Хосе Гонсалес основал Общественную Больницу, которая сейчас является одной из лучших государственных больниц на северо-востоке Мексики и выступает в качестве медицинской школы для поддержки Школы медицины при Независимом университете штата Нуэво-Леон (UANL). Висенте Феррара основал «Fundidora de Fierro y Acero de Monterrey», компанию, производящую сталь, которая стала одной из крупнейших в мире в своё время и ускорила и без того быстрые темпы индустриализации города.
Во время мексиканской революции 1910 — 17 г.г. город неоднократно захватывался противоборствующими силами.
В 1988 году ураган Гилберт нанёс городу огромный урон: разлилась река Санта-Катарина, в результате чего погибло около 100 человек и был причинён серьёзный экономический ущерб.
В 1986 году в Монтеррее было проведено несколько официальных игр Чемпионата мира по футболу 1986. Город принимал международные мероприятия, такие как Конференция Организации Объединённых Наций по финансированию развития в 2002 году с участием более 50 глав государств и правительств, а также министров и высокопоставленных делегатов из более чем 150 стран. Конференция завершилась принятием в Монтеррее консенсуса, который стал важным ориентиром для международного развития и сотрудничества. В 2004 году Организация американских государств провела в Монтеррее Специальный саммит глав Американских государств, в котором приняли участие почти все президенты стран Северной и Южной Америки.
В 2004 году Монтеррей стал первым городом Латинской Америки (за исключением Пуэрто-Рико), в котором прошли соревнования Всемирной федерации рестлинга.
В 2007 году в Монтеррее прошёл Всемирный Форум Культур, в котором приняло участие 4 миллиона гостей.
В 2008 году в Монтеррее прошёл молодёжный чемпионат мира по плаванию, проведённый Международной федерацией плавания.

## Физико-географическая характеристика

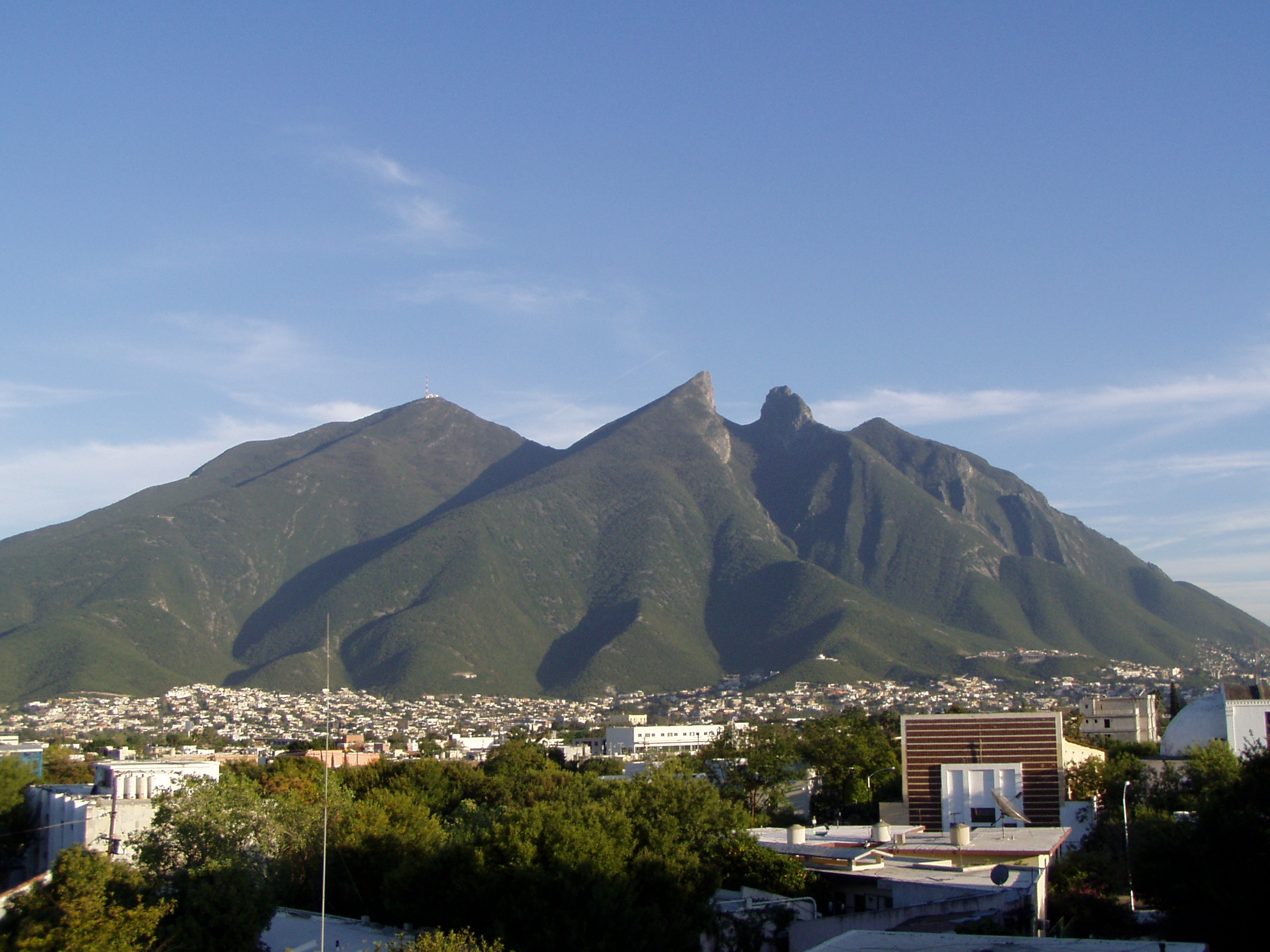
Серро-де-ла-Силья (Гора «Седло»), самая узнаваемая достопримечательность города.

Монтеррей находится на северо-востоке мексиканского штата Нуэво-Леон, на высоте 530 метров над уровнем моря. Река Санта-Катарина проходит через весь город, но большее время года течёт под землей.
Монтеррей лежит к северу от предгорий хребта Сьерра-Мадре. На западе города возвышается Серро-де-лас-Митрас (гора Митры), которая напоминает профили некоторых епископов с их митрами.
Гора Серро-де-ла-Силья возвышается к востоку от города. Горы Серро-де-ла-Лома-Ларга, находящиеся к югу от реки Санта Катарина, отделяют Монтеррей от пригорода Сан-Педро-Гарса-Гарсия. На вершине горы Серро-дель-Обиспадо, расположенной к северу от реки, на месте одного из наиболее важных сражений американо-мексиканской войны находится епископский дворец.

### Климат
Монтерей лежит в зоне семиаридного климата (в классификации Кёппена — BSh), с мягкой, сухой зимой, тёплыми весной и осенью и жарким летом. Осадков мало, большинство приходятся на период с мая по октябрь, с максимумом в сентябре.
В Монтеррее могут происходить очень резкие изменения погоды, иногда температура в январе и феврале, самом холодном периоде, достигает 30 °C. Снегопады бывают очень редко — в январе 1967 года за 8 часов выпало 51 см снега; последний снегопад был в декабре 2004 года. В январе 2007 года, декабре 2009, январе и феврале 2010 прошли дожди со снегом и льдом, приведшие к понижению температуры до −3 °C. С 30 июня по 2 июля 2010 года Монтеррей пострадал от самого страшного стихийного бедствия в истории города — урагана Алекс. Уровень осадков в некоторых районах достиг 1 метра менее чем за 36 часов. Ураган разрушил дома, проспекты, дороги и инфраструктуру города, оставив около 200 000 семей без воды в течение недели или даже больше, около 20 человек погибли. Количество выпавших осадков за этот период эквивалентно 2 годам.
Средняя продолжительность солнечного сияния за год составляет 2239 часов.
| Показатель                    | Янв. | Фев. | Март | Апр. | Май  | Июнь | Июль | Авг. | Сен. | Окт. | Нояб. | Дек. | Год  |
| ----------------------------- | ---- | ---- | ---- | ---- | ---- | ---- | ---- | ---- | ---- | ---- | ----- | ---- | ---- |
| Абсолютный максимум, °C       | 38,0 | 39,5 | 43,0 | 48,0 | 46,0 | 45,0 | 41,5 | 42,5 | 41,0 | 39,0 | 39,0  | 39,0 | 48,0 |
| Средний суточный максимум, °C | 20,7 | 23,2 | 26,9 | 30,0 | 32,2 | 33,8 | 34,8 | 34,5 | 31,5 | 27,6 | 24,1  | 21,2 | 28,4 |
| Средняя температура, °C       | 14,4 | 16,6 | 20,0 | 23,4 | 26,2 | 27,9 | 28,6 | 28,5 | 26,2 | 22,4 | 18,4  | 15,1 | 22,3 |
| Средний суточный минимум, °C  | 8,2  | 10,0 | 13,2 | 16,7 | 20,2 | 22,0 | 22,3 | 22,5 | 20,9 | 17,2 | 12,7  | 9,1  | 16,3 |
| Абсолютный минимум, °C        | −7   | −7   | −1   | 5,0  | 8,0  | 11,5 | 11,0 | 16,5 | 2,0  | 2,0  | −5    | −7,5 | −7,5 |
| Норма осадков, мм             | 16   | 16   | 19   | 29   | 52   | 68   | 43   | 79   | 150  | 77   | 23    | 14   | 590  |
| Источник: SMN                 |      |      |      |      |      |      |      |      |      |      |       |      |      |

## Население
| Численность жителей Монтеррея по годам                                              |           |
| 1798                                                                                | 7,000     |
| 1833                                                                                | 13,645    |
| 1846                                                                                | 15,000    |
| 1852                                                                                | 13,534    |
| 1862                                                                                | 14,534    |
| 1869                                                                                | 14,000    |
| 1881                                                                                | 40,000    |
| 1890                                                                                | 41,700    |
| 1900                                                                                | 62,266    |
| 1910                                                                                | 78,528    |
| 1921                                                                                | 88,479    |
| 1930                                                                                | 132,577   |
| 1940                                                                                | 206,152   |
| 1950                                                                                | 375,040   |
| 1960                                                                                | 708,399   |
| 1970                                                                                | 1,246,181 |
| 1990                                                                                | 2,213,711 |
| 1995                                                                                | 2,516,658 |
| 2005                                                                                | 3,864,331 |
| 2010                                                                                | 4,080,329 |
| *Примечание: Данные за 1970—2010 годы включают численность жителей всей агломерации |           |
| Источники:                                                                          |           |

По данным Национального института статистики и географии Мексики население Монтеррея в 2015 году составило 1 109 171 человек, а агломерации в целом — около 4,3 миллиона. В городе и его окрестностях проживает около 85 % населения штата Нуэво-Леон.

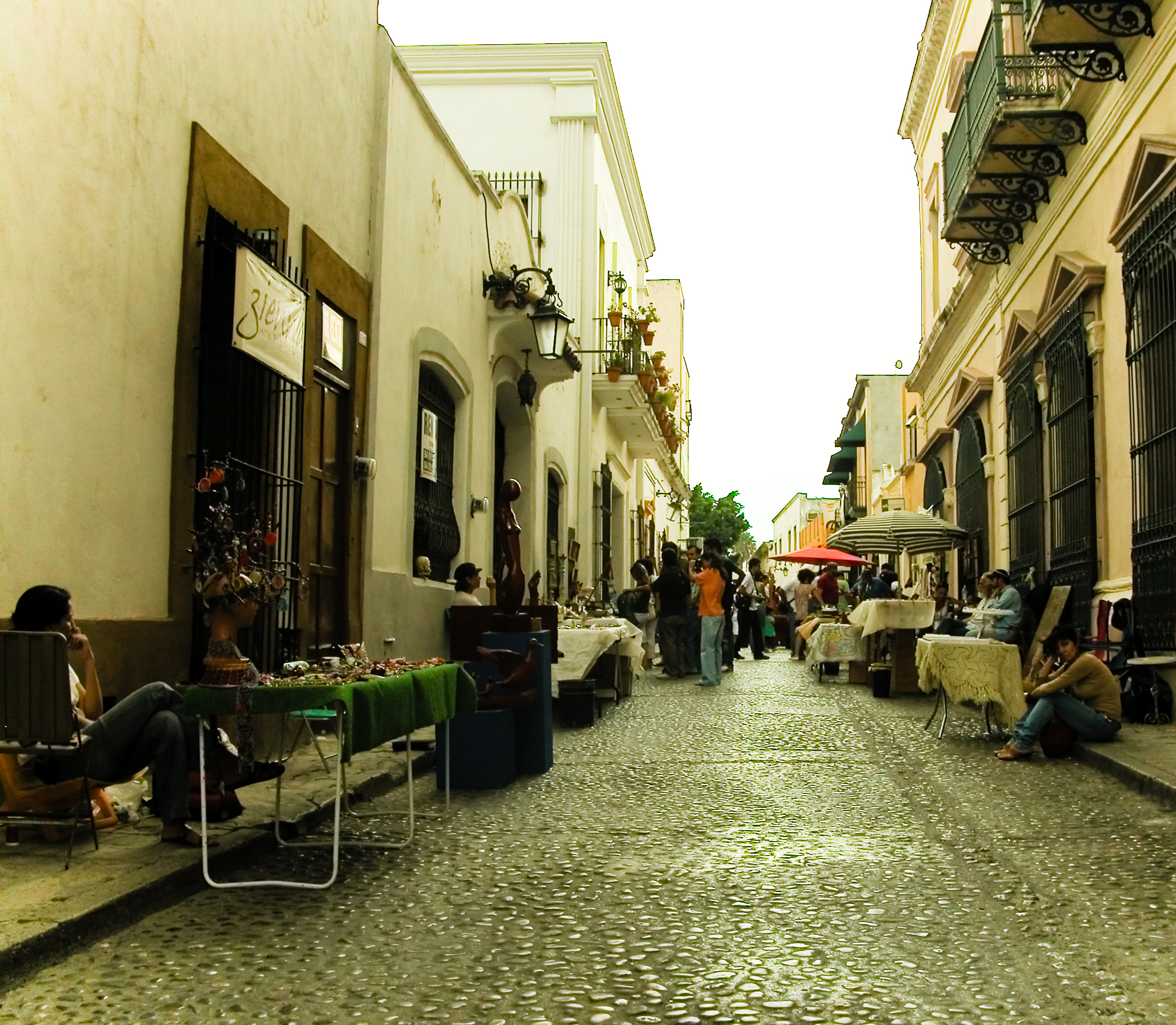
Улица в историческом центре города

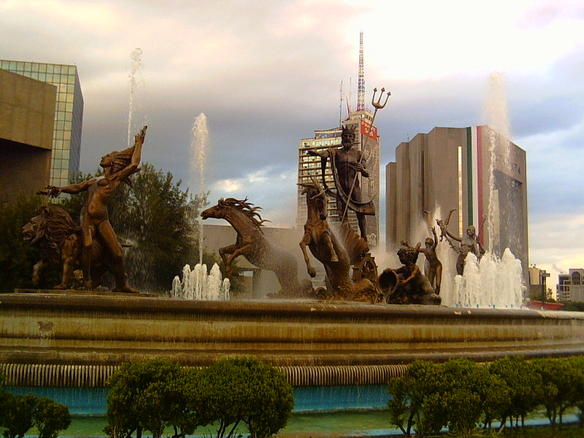
Фонтан Нептуна

## Органы власти
Монтеррей и его пригороды являются муниципальными образованиями, каждым из которых руководит демократически избранный мэр (Presidente Municipal), который избирается на 3 года без права переизбрания. В городе довольно здоровая политическая среда и в течение последнего десятилетия политические партии продолжают сменять друг друга. Нынешним главой Монтеррея является Фернандо Ларразабал.
Муниципалитет Монтеррея (Cabildo de Monterrey) — орган, объединяющий мэра, советников (Regidores) и попечителей (Síndicos). Мэр является исполнительным лицом Муниципалитета и непосредственно отвечает за управление местными органами власти. Советники (Regidores) представляют население и их цель состоит в определении городской политики во всех аспектах, влияющих на неё. Попечители (Síndicos) несут ответственность за соблюдение и юридическую защиту интересов города, а также следят за статусом Городского Казначейства и муниципального имущества.
К политическим партиям, представленным в городе, относятся: Институционная революционная партия, Партия национального действия, Революционно-демократическая партия, Партия труда, Зелёная экологическая партия Мексики, партия Сближения, Социал-демократическая партия и партия Новый Альянс.

### Общественная безопасность
Монтеррей был назван самым безопасным городом Латинской Америки и Мексики в 2005 году, и одним из двух самых безопасных в 2006 году. Однако, с 2008 года город всё больше страдает от борьбы за сферы влияния между враждующими наркокартелями Мексики, которая периодически выплёскивается на его улицы. Наибольший размах эта борьба приобрела в 2011 году, когда на улицах города случались настоящие бои между соперничающими бандами.
В Монтеррее есть два полицейских управления, охраняющие город — Полиция города Монтеррей (известна как Policía Regia), подчиненная муниципалитету, и Служба общественной безопасности штата. Policía Regia охраняет центр города и прилегающие районы, а СОБШ отвечает за остальную территорию агломерации.
Монтеррей является одним из опорных пунктов мощного мексиканского наркокартеля «Эль Гольфо».

## Экономика
Монтеррей является главным промышленным, торговым и финансовым центром северной Мексики, обладая мощной, диверсифицированной экономикой. Город неоднократно занимал верхние места в различных рейтингах привлекательности для ведения бизнеса среди городов Латинской Америки. Основные отрасли экономики Монтеррея:
- чёрная металлургия

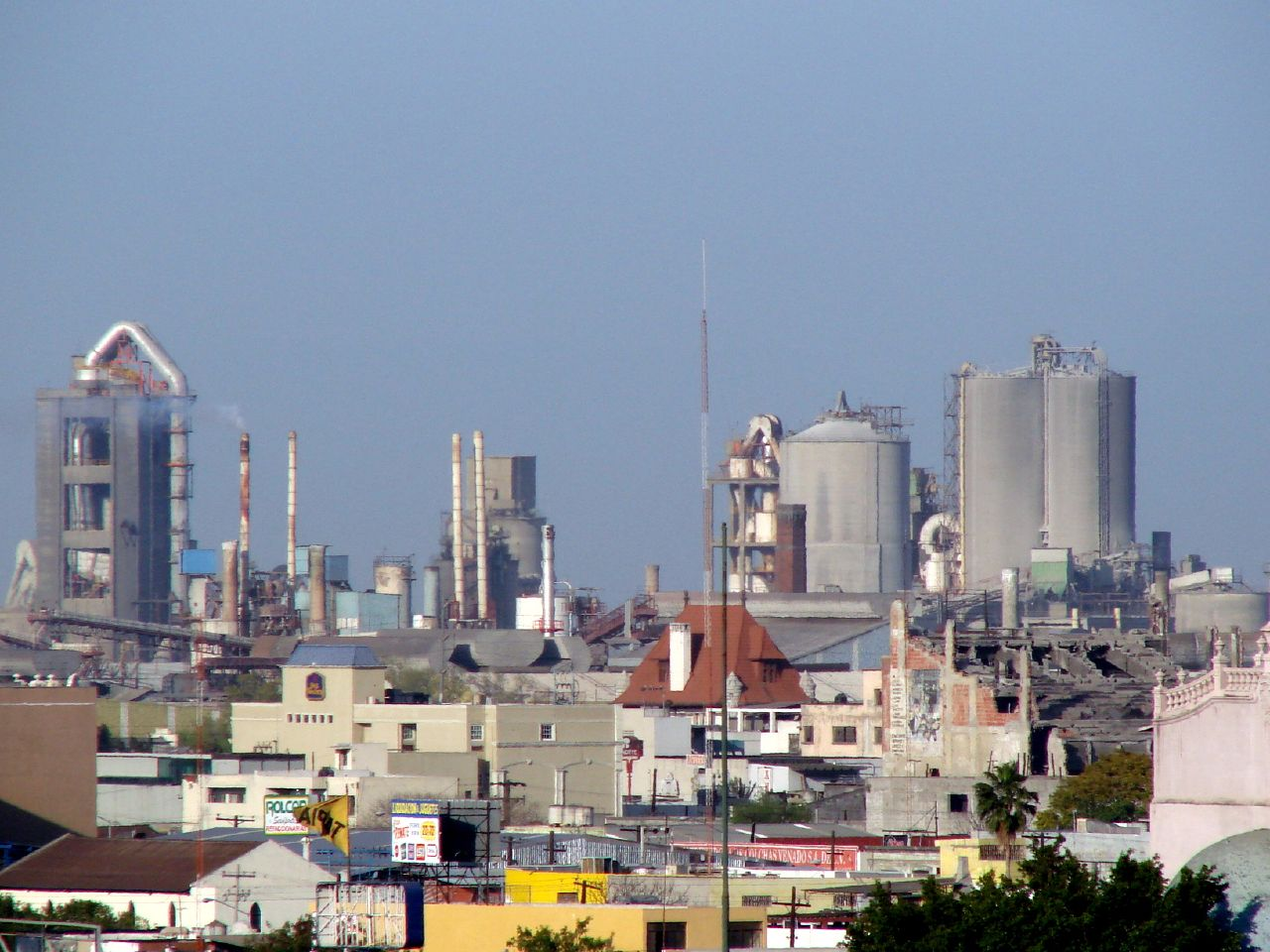
Цементный завод CEMEX

- производство цемента и строительных материалов
- стекольная промышленность
- пивоварение
- производство автозапчастей
- нефтехимия
- пищевая промышленность
- банковское дело
- розничная торговля

В городе размещены штаб-квартиры таких мексиканских компаний, как Cemex (3-й в мире производитель цемента), Vitro (производство стекла), FEMSA (крупнейший производитель прохладительных напитков в Латинской Америке), ALFA (нефтехимия, телекоммуникации, продукты питания), Axtel (телекоммуникации), Selther (крупнейший в Латинской Америке производитель матрасов и подушек), Gruma (ведущий мировой производитель кукурузной муки) и Banorte (крупнейший в Мексике банк).
Благодаря близости американо-мексиканской границы экономика и жизнь города тесно связаны с США, Монтеррей часто называют «самым американским из мексиканских городов».

## Транспорт
Город обслуживается Международным аэропортом имени генерала Мариано Эскобедо (IATA: MTY, ICAO: MMMY) с пассажирооборотом 6,4 миллиона человек в год (2013).

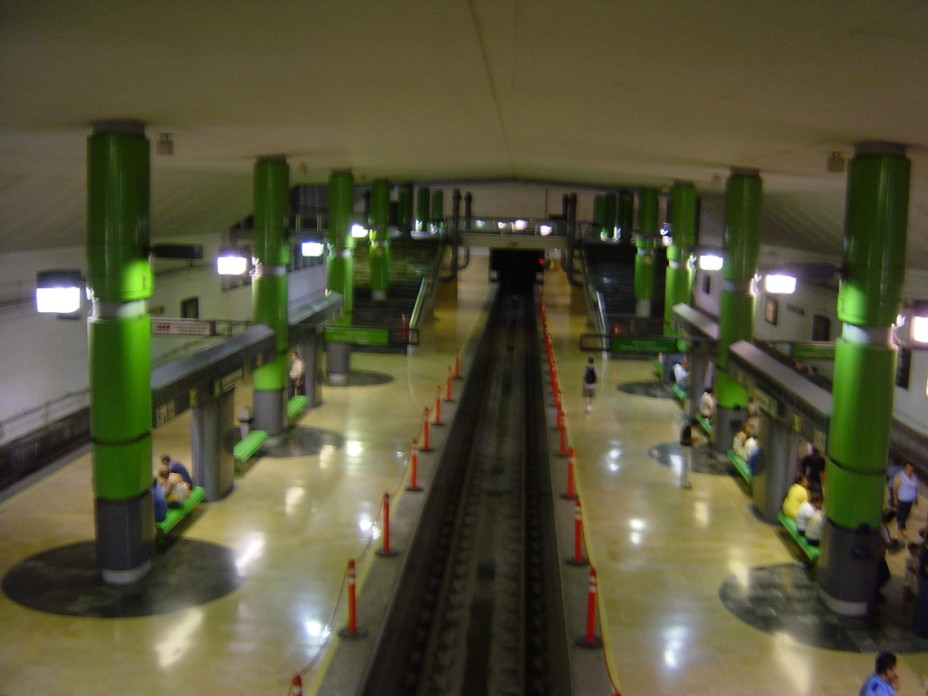
Куаутемок — самая загруженная станция метро в городе

Регулярные пассажирские рейсы осуществляются во все основные города Мексики, на ряд курортов Карибского моря, а также в Панаму, Нью-Йорк, Чикаго, Даллас, Лас-Вегас, Хьюстон, Орландо и Атланту.
Через Монтеррей проходят Панамериканское шоссе и Межокеанское шоссе (Carretera Interoceánica), соединяющее Тихоокеанское и Атлантическое побережья Мексики. Три железнодорожные ветки, проходящие через город, используются только в грузовых целях.
Общественный транспорт представлен Монтеррейским метрополитеном (две ветки, 31 станция), а также большим количеством муниципальных и частных автобусных маршрутов.

## Известные люди
- Присцила Пералес[англ.], мексиканская модель, актриса, Мисс Интернешнл 2007.
- Ирма Лосано — мексиканская актриса.

## Культурные объекты
- Музей современного искусства
- Планетарий Альфа